# Gubernia Podolia

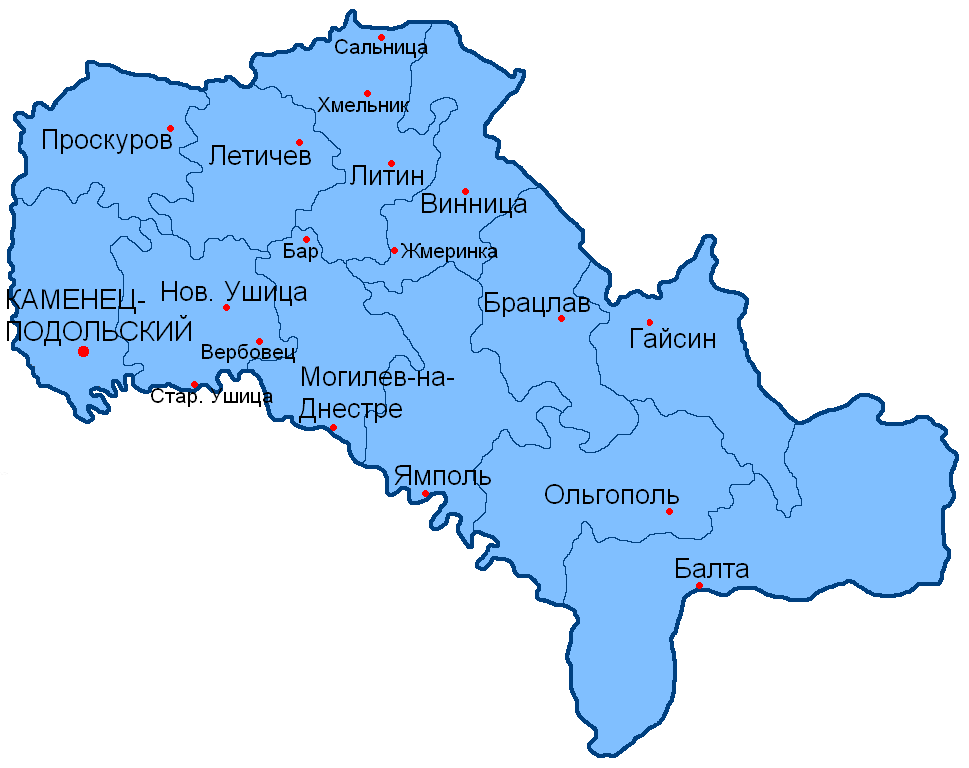
Harta ținuturilor din cadrul guberniei

Gubernia Podolia (în ucraineană Подільська губернія, în rusă Подольская губерния) a fost o gubernie amplasată în sud-estul Imperiului Rus, cu capitala în Vinnița. Gubernia s-a situat teritorial, preponderent în interfluviul Nistru – Bugul de Sud, și a cuprins cu precăderea teritoriul Ucrainei de astăzi, dar și o parte din teritoriul din stînga Nistrului al Republicii Moldova.
Gubernia Podolia sa învecinat cu guberniile: Basarabia (sud-vest), Volânia și Kiev (în nord), Herson (sud-est) și cu Imperiul Austro-Ungar (în vest).

## Demografie

### Structura etnică
Structura etnică potrivit recensământului din 1897:
| Ținut      | Ucraineni | Evrei  | Ruși  | Polonezi | Moldoveni și Români |
| ---------- | --------- | ------ | ----- | -------- | ------------------- |
| Total      | 80,9 %    | 12,2 % | 3,3 % | 2,3 %    | 0,9%                |
| Balta      | 76,9 %    | 13,6 % | 3,9 % | 0,9%     | 4,5 %               |
| Braslav    | 82,6 %    | 11,6 % | 3,3 % | 2,0 %    | 0,1%                |
| Camenița   | 78,9 %    | 13,9 % | 4,1 % | 2,7 %    | …                   |
| Haisîn     | 86,3 %    | 10,4 % | 1,9 % | 1,2 %    | …                   |
| Iampol     | 85,7 %    | 10,4 % | 1,9 % | 1,8 %    | …                   |
| Leticevsk  | 80,8 %    | 13,2 % | 3,7 % | 1,7 %    | 0,1%                |
| Litin      | 83,1 %    | 11,4 % | 3,0 % | 2,1 %    | 0,1%                |
| Moghilău   | 80,5 %    | 14,5 % | 2,8 % | 1,9 %    | …                   |
| Olgopol    | 81,6 %    | 11,5 % | 2,2 % | 1,5 %    | 2,9 %               |
| Prokurovsk | 78,1 %    | 12,1 % | 2,9 % | 6,4 %    | …                   |
| Ușița      | 84,6 %    | 11,4 % | 2,3 % | 1,2 %    | …                   |
| Vinnița    | 74,4 %    | 12,4 % | 7,1 % | 5,1 %    | …                   |

### Structura religioasă
Structura religioasă potrivit recensământului din 1897:
- ortodocși — 2.358.497 pers. (78,14 % din totalul populației)
- iudaici — 370.612 (12,28 %)
- romano-catolici — 262.738 (8,7 %)
- rascolnici — 18.849 (0,62 %)
- protestanți — 3.876 (0,13 %)
- musulmani — 3.460 (0,11 %)